# Großbuchholz
Großbuchholz ist eine Ortschaft im Stadtteil Untereschbach von Overath im Rheinisch-Bergischen Kreis. Das heute noch aufstehende Wohnhaus stammt mit seinem nordöstlichen Teil höchstwahrscheinlich aus der Zeit um 1600, wie dendrochronologische Untersuchungen an den Balken ergeben haben.

## Lage und Namensgebung
Großbuchholz liegt am östlichen Rand des Königsforsts. Der Name Buchholz nimmt Bezug auf die Naturgegebenheiten in der Umgebung mit einem Baumbestand an Buchen und Eichen, wobei die Eiche botanisch ebenfalls ein Buchengewächs ist.

## Geschichte
Die Gründung der Hofstelle unter dem Höfeverband Lehmbach wurde Anfang des 12. Jahrhunderts abgeschlossen. Als erste Eigentümer werden die Grafen von Meer erwähnt, die durch Erbrecht in das Eigentum des Hofverbands Sulsen (heute: Immekeppel) gekommen waren.
Die erste Erwähnung unter dem Stammwort Buchholz findet sich 1322 mit dem Namen Buchulcz, das 1413 als Boechhoyltz geschrieben wurde. Zu dieser Zeit war in der näheren Umgebung ein weiteres Gut mit ähnlichem Namen entstanden (gemeint ist Klein Buchholz). Daher benannte man das Anwesen um in Grossen Bocholtz. In den folgenden Jahren sind folgende Schreibnamen für den Wohnplatz belegt:
- 1586 Bocholz
- 1655 Bocholß
- 1709 Bocholz
- 1733 Groessen Bocholz
- 1757 Bocholtzhof
- 1757 Buchholtzer Hof
- 1787 Buchholz
- 1814 Buchholtz
- 1816 Großen Buchholz, Buchholzer Hof
- 1855 Der große Buchholzerhof
- unbekannt: Großbuchholzerhof
- 1894 Groß Buchholz
- Ab Mitte des 20. Jahrhunderts: Großbuchholz

Der Ort lag an der Brüderstraße, einer bedeutenden mittelalterlichen Altfernstraße von Flandern über Köln nach Leipzig.
Die Topographia Ducatus Montani des Erich Philipp Ploennies, Blatt Amt Porz, belegt, dass der Wohnplatz bereits 1715 eine Hofstelle besaß, die als Buchholtz beschriftet ist. Carl Friedrich von Wiebeking benennt die Hofschaft auf seiner Charte des Herzogthums Berg 1789 als Buchholz. Aus ihr geht hervor, dass der Ort zu dieser Zeit Teil des Unterkirchspiels Immekeppel im Obergericht Bensberg war. Der Ort ist auf der Topographischen Aufnahme der Rheinlande von 1817 als Gr. Buchholz verzeichnet. Die Preußische Uraufnahme von 1845 zeigt den Wohnplatz unter dem Namen Buchholzerhof. Ab der Preußischen Neuaufnahme von 1892 ist der Ort auf Messtischblättern regelmäßig als Gr. Buchholz bzw. Großbuchholz verzeichnet.
1822 lebten 14 Menschen im als Bauerngut kategorisierten Ort, der nach dem Zusammenbruch der napoleonischen Administration und deren Ablösung zur Bürgermeisterei Bensberg im Kreis Mülheim am Rhein gehörte. Für das Jahr 1830 werden für Groß- und Kleinbuchholz zusammen 24 Einwohner angegeben. Der 1845 laut der Uebersicht des Regierungs-Bezirks Cöln als Bauergut kategorisierte Ort besaß zu dieser Zeit ein Wohngebäude mit neun Einwohnern, alle katholischen Bekenntnisses. Die Gemeinde- und Gutbezirksstatistik der Rheinprovinz führt Großbuchholz 1871 mit einem Wohnhaus und fünf Einwohnern als Einzelhaus auf. Im Gemeindelexikon für die Provinz Rheinland von 1888 werden für Großbuchholz zwei Wohnhäuser mit sieben Einwohnern angegeben. 1895 besitzt der Ort ein Wohnhaus mit fünf Einwohnern, 1905 werden ein Wohnhaus und 14 Einwohner angegeben.
Aufgrund § 10 des Köln-Gesetzes wurden 1975 mehrere Bensberger Außenorte in die Gemeinde Overath umgemeindet, darunter auch der Bereich um Untereschbach mit Großbuchholz.